# Hellmut Seiler
Hellmut Seiler (n. 19 aprilie 1953, Rupea, România, Rupea, județul Brașov) este un poet, traducător și scriitor satiric de limbă germană, originar din România.
A studiat la Liceul Johannes Honterus din Brașov și la Facultatea de Filologie-Istorie din Sibiu.
A debutat cu versuri în revista Neue Literatur în anul 1972.
A colaborat și la revista Rumänische Rundschau (Nr. 12/1980).
După absolvire, între 1976 și 1987 a fost profesor de limba germană și limba engleză la Liceul „Unirea” din Târgu Mureș. Aici s-a desfășurat activitatea literară în limba română a lui Hellmut Seiler, în revista Vatra și la cenaclul revistei „Vatra”.
Datorită atitudinii sale nonconformiste și critice la adresa regimului comunist, între 1985 și 1988, a fost  interzisă publicarea lucrărilor sale în România. Ca urmare, în 1988 a emigrat și s-a stabilit în Republica Federală Germania, unde este profesor și colaborează la diverse reviste; actualmente trǎiește la Backnang. 
A publicat câteva volume de versuri în Germania, foarte bine receptate de critica literară.
Este membru al Uniunii Scriitorilor Germani, al PEN-clubului și al Societății pentru Lirică Contemporană.

## Premii și distincții
- 2005 - Deutscher Preis zur Hilfe sozial Schwacher
- 2003 - Irseer Pegasus
- 2000 - Würth-Literaturpreis der Tübinger Poetik-Dozentur
- 2000 - Arbeitsstipendium als "writer in residence" im "Writers' and translators' centre of Rhodes", Rhodos-Stadt
- 1999 - Literaturpreis (1. Preis für Lyrik) der Künstlergilde, Esslingen
- 1998 - Prosapreis der Künstlergilde, Esslingen
- 1984 - Adam-Müller-Guttenbrunn-Preis

## Scrieri
- Die Einsamkeit der Stühle, Editura Dacia, Cluj-Napoca, 1982
- Siebenbürgische Endzeitlose. Gedichte. Dipa, Frankfurt/M. 1994, (ISBN 3-7638-0342-4)
- Der Haifisch in meinem Kopf (proză scurtă), 2000
- Schlagwald, Grenzen, Gänge. 77 Gedichte und Exkurse. Lyrikedition 2000 im Verlag Buch&medi@, München 2001, ISBN 3-935284-44-6
- Schlagwald. Grenzen, Gänge, Editura Buch&Media, 2001. (ISBN 3935284446 ; ISBN 9783935284448)
- Glück hat viele Namen, Satiren, (proză scurtă), Die Künstlergilde, Esslingen/N. 2003, (ISBN 3-925125-52-3)
- Pădurea de interdicții (versuri traduse în limba română de Andrei Zanca), Editura Limes, Cluj. 2007 (ISBN 973-726-234-9)
- An Verse geheftet, Editura, Traian Pop, 2007, (ISBN 393713932X ; ISBN 9783937139326)
- Poesie/poésie Zeitgenössische Dichtung aus Frankreich und Deutschland, Pop Verlag, (ISBN 3-937139-00-1)

Prezent cu poezii în antologii:
- Vînt potrivit pînă la tare. Zece tineri poeți germani din România, antologie și postfață de Peter Motzan, în românește de Ioan Muslea, cuvânt înainte de Mircea Iorgulescu, Editura Kriterion, București, 1982. Poeții antologați sunt: Anemone Latzina, Franz Hodjak, Rolf-Frieder Marmont, Johann Lippet, William Totok, Richard Wagner, Rolf Bossert, Hellmut Seiler, Horst Samson și Helmut Britz.

## Traduceri (din limba română în limba germană)
- Gefährliche Serpentinen. Rumänische Lyrik der Gegenwart, Druckhaus Galrev, Berlin 1998;
- Rodica Draghincescu: Phänomenologie des geflügelten Geschlechts, Gedichte, Edition Solitude, Stuttgart 2001;
- Ioan Flora: Die Donau - leicht ansteigend, Gedichte, Pop Verlag, Ludwigsburg 2004
- Emilian Galaicu-Păun: Yin Time, Gedichte, Pop Verlag, Ludwigsburg 2007, ISBN 978-3-937139-41-8
- Robert Șerban: Heimkino, bei mir, Gedichte, Pop Verlag, Ludwigsburg 2009, ISBN 978-3-937139-70-8
- Schwebebrücken aus Papier ("Punți suspendate din hârtie"), antologie de poezie românǎ contemporană, Edition Noack & Block, Berlin 2021, ISBN 978-3-86813-111-6

Mai traduce din literatura română (Nichita Stănescu, Romulus Guga, Dinu Flǎmând, Emil Hurezeanu, Matei Vișniec, Nora Iuga ș.a.)